# Freie-Partie-Europameisterschaft der Junioren 1984/85

Logo CEB (ausrichtender Verband)

Die Freie-Partie-Europameisterschaft der Junioren 1984 war das 9. Turnier in dieser Disziplin des Karambolagebillards und fand vom 27. bis zum 30. Dezember 1984 in Herentals statt. Die Meisterschaft zählte zur Saison 1984/85.

## Geschichte
Als erster Deutscher gewann Fabian Blondeel vom DBC Bochum den Junioren-Titel in der Freien Partie vor dem Niederländer Jacques van Peer und dem Wiener Stephan Horvath.

## Modus
Gespielt wurde in einer Finalrunde „Jeder gegen Jeden“ bis 300 Punkte.
1. MP = Matchpunkte
2. GD = Generaldurchschnitt
3. HS = Höchstserie

## Finalrunde
| MP    | Match Points (Sieger = 2; Unentschieden = 1; Verlierer = 0) |
| Pkte. | Erzielte Karambolagen                                       |
| Aufn. | Benötigte Versuche                                          |
| GD    | Generaldurchschnitt                                         |
| BED   | Bester Einzeldurchschnitt eines Spielers                    |
| HS    | Höchstserie                                                 |
|       | Bester GD des Turniers                                      |
|       | Bester ED des Turniers                                      |
|       | Beste HS des Turniers                                       |
|       | 1. Platz (Gold)                                             |
|       | 2. Platz (Silber)                                           |
|       | 3. Platz (Bronze)                                           |

| Platz                      | Name             | MP   | Pkte | Aufn. | GD    | BED    | HS  |
| -------------------------- | ---------------- | ---- | ---- | ----- | ----- | ------ | --- |
| 1                          | Fabian Blondeel  | 13:1 | 2100 | 44    | 47,72 | 150,00 | 294 |
| 2                          | Jacques van Peer | 10:4 | 1772 | 41    | 43,21 | 100,00 | 291 |
| 3                          | Stephan Horvath  | 8:6  | 1665 | 57    | 29,21 | 150,00 | 300 |
| 4                          | Christ Calemein  | 7:7  | 1649 | 86    | 19,17 | 30,00  | 201 |
| 5                          | Ben Beylemans    | 6:8  | 1515 | 64    | 23,67 | 60,00  | 252 |
| 6                          | Henri Tilleman   | 6:8  | 1087 | 55    | 19,76 | 100,00 | 237 |
| 7                          | Eric Agnello     | 4:10 | 1035 | 68    | 15,22 | 23,07  | 219 |
| 8                          | Alain Rémond     | 2:12 | 1183 | 63    | 18,77 | 15,00  | 224 |
| Turnierdurchschnitt: 25,11 |                  |      |      |       |       |        |     |